# Liburna
La liburna era un tipo di piccola galea utilizzata per le incursioni e le pattuglie. In origine era utilizzata dai Liburni, una tribù dei illiri stanziata non solo in Dalmazia, e successivamente dalla Marina militare romana.

## Storia
Una lapide (Stele di Novilara) rinvenuta nei pressi dell'antica Pisaurum (Pesaro) mostra una liburna nella scena di una battaglia navale. Datata al V o VI secolo a.C., l'immagine forse raffigura una battaglia tra flotte liburne e picene. La liburna era presentata come una nave di tipo leggero con una fila di remi, un albero, una vela e la prua piegata verso l'alto. Sotto la prua c'era un rostro fatto per colpire le navi nemiche sotto la linea di galleggiamento.
Nella sua forma originale, la liburna era simile alla prima pentecontera greca. Aveva una panca con 25 remi per lato, mentre nella tarda repubblica romana era dotata di due banchi di remi (una bireme), divenendo più veloce, più leggera e più agile delle trireme. Il progetto della liburna fu adottato dai romani e divenne una parte fondamentale della marina dell'antica Roma, probabilmente su indicazione della marina macedone nella seconda metà del I secolo a.C. Le liburne ebbero un ruolo chiave nella battaglia di Azio in Grecia (31 a.C.), che vide l'affermazione di Augusto come il sovrano indiscusso del mondo romano.
Le liburne erano diverse dalle trireme da battaglia, dalle quadrireme e dalle quinquereme non per la propulsione, ma per le sue specifiche caratteristiche costruttive. Era lunga 33 metri e larga 5. Due file di rematori manovravano 18 remi per lato. La nave poteva fare fino a 14 nodi a vela e più di 7 a remi. 
Una tale nave, usata come mercantile, poteva accogliere passeggeri, come affermato da Luciano nel dialogo del II secolo Gli amori (§6), tradizionalmente attribuito a Luciano di Samosata: "Avevo preparato una nave veloce, il tipo di bireme utilizzato soprattutto dai Liburni del Golfo Ionio".

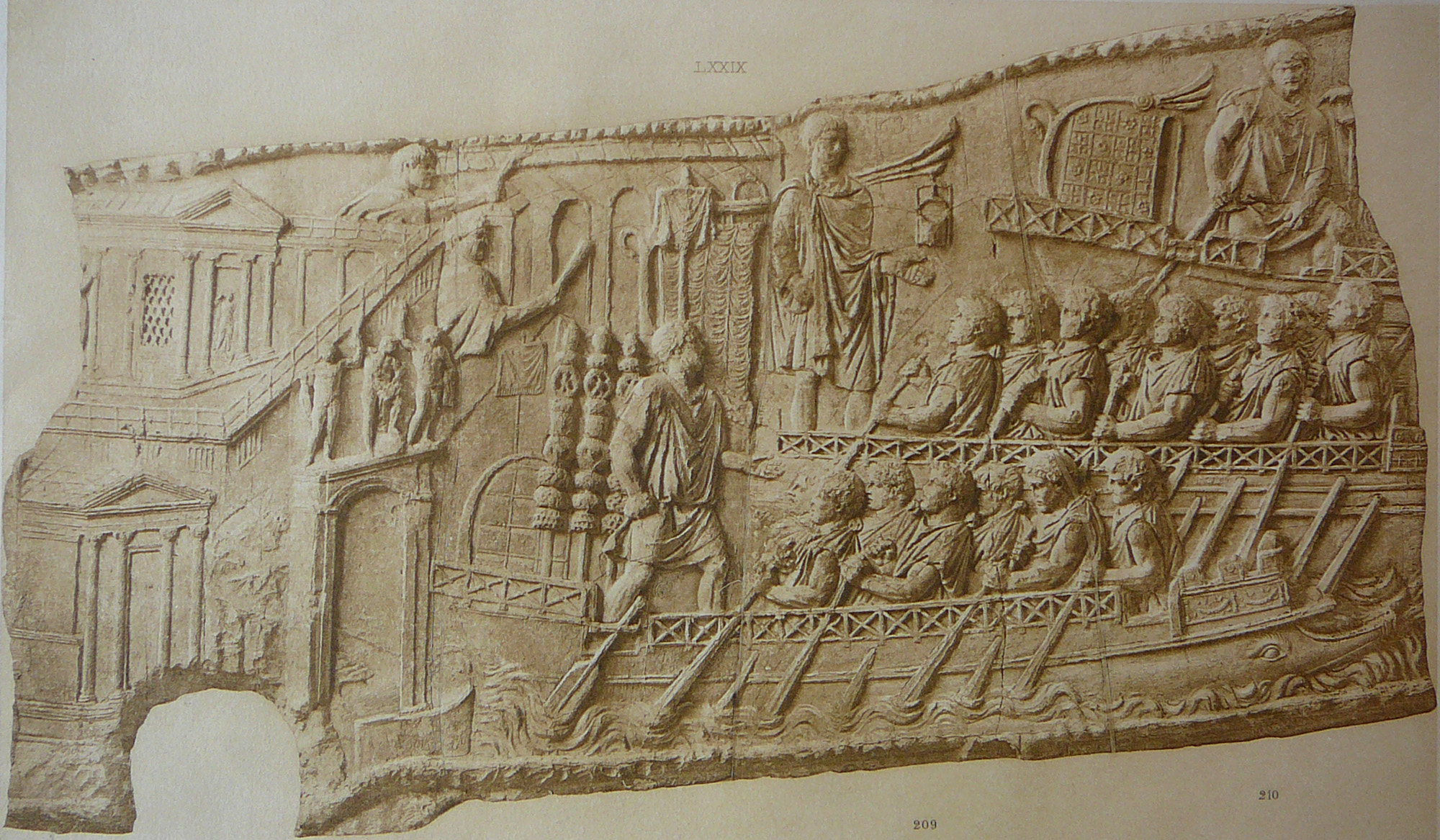
Bireme da guerra romane, probabilmente liburne, della flotta del Danubio durante le guerre dei Daci di Traiano.

Una volta adottata la liburna, i romani procedettero ad alcuni adattamenti per migliorare l'utilizzo delle navi all'interno della loro marina. I vantaggi ottenuti dall'aggiunta di arieti e dalla protezione dai colpi delle catapulte vennero più che compensati dalla leggera perdita di velocità. Oltre alla costruzione, le navi richiedevano che l'unità militare romana regolare fosse semplificata per funzionare più agevolmente. Ogni nave operava come un'entità individuale, quindi l'organizzazione più complicata, normalmente utilizzata, non era necessaria. All'interno della marina c'erano probabilmente liburne di diverse dimensioni, tutte destinate a compiti specifici come il pattugliamento delle acque romane contro la pirateria. I romani fecero uso della liburna in particolare all'interno delle province dell'impero, dove costituivano la maggior parte delle flotte, mentre ce ne era un piccolo numero nelle flotte di Ravenna e di Miseno, dove si trovavano un gran numero di Illiri, soprattutto Dalmati, Liburni e Pannonici. I romani utilizzarono le liburne anche nelle acque interne, come nel 69 d.C. quando alcune di esse furono dispiegate lungo il Po a Cremona.
A poco a poco liburna divenne un nome generico per i diversi tipi di navi romane, anche delle navi da carico della tarda antichità. Tacito e Svetonio lo usavano come sinonimo della nave da battaglia. Nelle iscrizioni veniva menzionata come l'ultima di una serie di navi da guerra: hexeres, penteres, quadrieres, trieres, liburna. 
La liburna ha dato il nome a un'insenatura naturale sulla costa occidentale della Toscana. Il nome della baia fu infine trasformato in Livorna e poi in Livorno, il nome di una città portuale significativa che si sviluppò in quel luogo molto tempo dopo la scomparsa di questo tipo di nave.